# Lenandareta
Lenandareta is een bestuurslaag in het regentschap Sikka van de provincie Oost-Nusa Tenggara, Indonesië. Lenandareta telt 1338 inwoners (volkstelling 2010).